# Bioma mediterraneo
Il bioma mediterraneo è una zona di transizione compresa tra la fascia temperata e quella tropicale che si sviluppa in alcune regioni comprese tra i 20° e i 40° di latitudine nord e sud. La regione di biosfera più estesa con queste caratteristiche e che dà il nome al bioma è quella del bacino del Mediterraneo.

## Distribuzione mondiale
Il bioma mediterraneo è distribuito in diverse regioni a cavallo del 30º parallelo. La regione più ampia è quella che si sviluppa intorno al mar Mediterraneo, ma sono presenti altre regioni di dimensioni inferiori con queste caratteristiche in Cile, in California, nella costa occidentale dell'Africa meridionale e nella regione sudoccidentale dell'Australia.

## Clima
Il bioma mediterraneo è caratterizzato da temperature medie annue comprese tra gli 0 e i 35 gradi centigradi. Le masse d'aria a queste latitudini sono tendenzialmente povere di umidità, condizione che favorisce la desertificazione; in questo bioma la presenza di mari o oceani adiacenti relativamente freddi compensa tale tendenza. Le precipitazioni sono concentrate nei mesi invernali e le estati sono calde e secche

## Flora
Il bioma mediterraneo costituisce meno del 5% della biosfera ma ospita il 20% delle piante vascolari, la maggior parte delle quali sono endemiche e rare.
La sua flora è costituita da lecci, conifere e sughere, un tempo formanti grandi estensioni forestali, la cui ampiezza è stata in parte ridotta dall'azione umana. Nelle aree in cui la copertura arborea è aperta, degradata o rarefatta (per cause naturali o antropiche), si dà luogo ad associazioni di alberi e arbusti che vanno sotto il nome di macchia mediterranea, o, nelle zone di maggior diradazione, di gariga. Le specie erbacee meglio adattate a questo clima sono le annuali terofite che alla fine della stagione vegetativa muoiono e superano la stagione arida (l'estate) sotto forma di seme. In queste associazioni vegetali un posto di rilievo è occupato da un insieme di arbusti xerofili, sempreverdi e spesso aromatici, che costituiscono tipici elementi del bioma mediterraneo.